# Aplocheilichthys fuelleborni
Aplocheilichthys fuelleborni är en fiskart som först beskrevs av Ahl 1924.  Aplocheilichthys fuelleborni ingår i släktet Aplocheilichthys och familjen Poeciliidae. IUCN kategoriserar arten globalt som livskraftig. Inga underarter finns listade i Catalogue of Life.